# Blackburn B-25 Roc
Pour les articles homonymes, voir B25.
Le Blackburn B-25 Roc est un avion de chasse construit par la Blackburn Aircraft Ltd et servant au sein de la Fleet Air Arm (Aviation embarquée britannique) durant la Seconde Guerre mondiale. Sa désignation officielle tient son origine du nom de l'oiseau géant des contes des Mille et Une Nuits, le Rokh.

## Conception
Le Roc devait être à l'origine destiné à être équipé de flotteurs, dans ce cadre-là quatre hydravions furent construits. Le premier exemplaire s'écrasa, bien que des modifications furent entreprises pour rendre les trois autres prototypes aptes à voler, le concept fut abandonné. 
L'appareil vola pour la première fois le 23 décembre 1938, mais sa durée de mise en service fut très brève du fait de l'obsolescence du concept de chasseur à tourelle.
Chasseur développé à partir de la cellule du Blackburn B-24 Skua, le Roc était basé sur le même concept que le chasseur Boulton Paul Defiant de la Royal Air Force : tout l'armement offensif et défensif était concentré dans une tourelle dorsale électrique quadritubes de Browning 1919 de 7,7 mm. En théorie, la puissance de feu réduite du Roc, par rapport aux chasseurs de la RAF armés de huit mitrailleuses du même calibre, tels que le Hawker Hurricane ou le Supermarine Spitfire Mark Ia et Mark IIa, devait être compensée par sa multidirectionnalité. Mais en pratique, le poids de la tourelle le rendait encore plus lent que le déjà lent Skua, et le Roc ne trouva finalement preneur que pour une utilisation en tant que bombardier en piqué.

## Production
La société Blackburn élabora les plans de l'appareil, mais tous les appareils de production furent construits par l'usine Boulton Paul Aircraft Ltd de Wolverhampton qui produisait déjà le Defiant. Bien que les chaînes de productions soient séparées, les deux appareils étaient équipés de la même tourelle Boulton Paul.
La production cessa dès août 1940, après le 136e exemplaire.

## Engagements

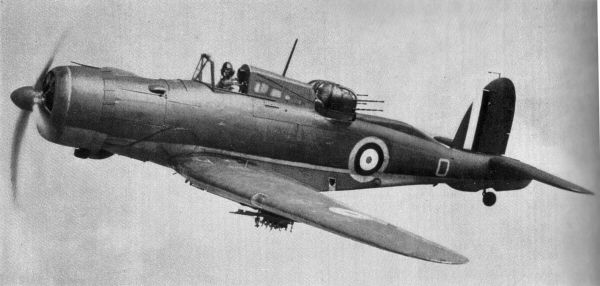
Blackburn Roc en vol

Bien que destinés à servir dans l'aviation embarquée, les Rocs servirent uniquement aux côtés des Skuas au sein des deux escadrons basés à terre de la Fleet Air Arm de février 1940 à août 1941. Durant la Campagne alliée en Norvège, un petit contingent de Roc fut transféré à bord du HMS Ark Royal au sein des 800 et 803 Squadrons.
Finalement, le Roc fut relégué à des missions d'entraînement et de remorquage de cible jusqu'en 1943, date à laquelle il fut définitivement retiré du service actif. Toutefois, quatre Rocs (pas en état de voler) furent stationnés sur la base terrestre HMS Daedalus (en) de Gosport, leurs tourelles servant de batterie de défense anti-aérienne.
La seule victoire confirmée en action du Roc fut établie le 28 mai 1940 par un pilote du 806 Squadron, Mid A. G. Day. Alors qu'il volait en formation avec deux B-24 Skua, il intercepta cinq bombardiers Junkers Ju 88 attaquant un convoi au large de la cote d'Ostende (Belgique). Tandis que les Skua attaquèrent par le dessus, le Roc de Mid Day attaqua par le dessous et réussit à détruire un Ju 88, avant de retourner sans encombre à Detling.

## Pays opérateurs
Royaume-Uni
- Royal Air Force
  - No. 2 Anti-Aircraft Co-operation Unit, RAF
  - No. 24 Squadron RAF (en)
  - 241 Squadron RAF (en)
- Royal Navy Fleet Air Arm
  - 725 Naval Air Squadron (en)
  - 758 Naval Air Squadron (en)
  - 759 Naval Air Squadron (en)
  - 760 Naval Air Squadron (en)
  - 765 Naval Air Squadron (en)
  - 769 Naval Air Squadron (en)
  - 770 Naval Air Squadron (en)
  - 771 Naval Air Squadron (en)
  - 772 Naval Air Squadron (en)
  - 773 Naval Air Squadron (en)
  - 774 Naval Air Squadron (en)
  - 775 Naval Air Squadron (en)
  - 776 Naval Air Squadron (en)
  - 777 Naval Air Squadron (en)
  - 778 Naval Air Squadron (en)
  - 782 Naval Air Squadron (en)
  - 787 Naval Air Squadron (en)
  - 789 Naval Air Squadron (en)
  - 791 Naval Air Squadron (en)
  - 792 Naval Air Squadron (en)
  - 793 Naval Air Squadron (en)
  - 794 Naval Air Squadron (en)
  - 800 Naval Air Squadron (en)
  - 801 Naval Air Squadron (en)
  - 803 Naval Air Squadron (en)
  - 805 Naval Air Squadron (en)
  - 806 Naval Air Squadron (en)